# Luftangriffe auf Saarbrücken
Die 32 alliierten Luftangriffe auf Saarbrücken erfolgten während des Zweiten Weltkrieges. Neben zahlreichen kleineren Angriffen erfolgten drei besonders verheerende Luftangriffe mit sehr vielen Toten und Verwundeten sowie großen Gebäudeschäden. Insgesamt waren in Saarbrücken 1234 Luftkriegstote zu beklagen. Die größten Schäden entstanden in folgenden Stadtteilen St. Johann, Malstatt, Burbach und in Alt-Saarbrücken.

## Die schwersten Luftangriffe
- Der erste britische Luftangriff der Royal Air Force im Rahmen der Area bombing directive fand am 30. Juli 1942 statt.[1] Um 1.45 Uhr begann der Abwurf von Spreng- und Brandbombenladungen. Während des 78 Minuten dauernden Luftangriffs wurden durch 246 Bomber 21 Minenbomben (Block Busters/Wohnblockknacker), 424 Spreng- und 15.000 Brandbomben auf Saarbrücken abgeworfen. Hierbei wurden 700 Quadratkilometer meist Wohngebiete in Brand gesetzt. Es entstanden 111 Groß-, 106 Mittel- und 495 Kleinbrände. Am deutlichsten getroffen waren die Stadtteile Burbach, Malstatt, St. Johann sowie die Moltkestraße in Alt-Saarbrücken. Insgesamt kamen bei dem Bombenangriff 155 Personen ums Leben.[2]
- Der zweite britische Angriff auf Saarbrücken, in der Nacht des 28./29. August 1942. Insgesamt 113 Maschinen kamen hierbei zum Einsatz, wobei nur 78 das Ziel Saarbrücken erreichten. Von 78 Bombern, die Saarbrücken schließlich noch erreichten, trafen die ersten bereits um 22.38 Uhr ein. Der Angriff dauerte ein eineinhalb Stunden. Hierbei wurden 3 Luftminen, 51 Spreng-, 2.140 Stabbrand- und 7 Leuchtbomben (60 Tonnen) abgeworfen.
- Ab September 1944 gab es immer wieder Tieffliegerangriffe durch alliierte Jagdbomber im Stadtgebiet von Saarbrücken.
- Der schwerste britische Luftangriff auf Saarbrücken erfolgte am 5. Oktober 1944. Dieser war als Doppelangriff geplant. Für den ersten Angriff waren 181 Avro Lancaster vorgesehen. Ziel waren die Bahnanlagen und das umgebende Gebiet. Der Angriff sollte um 20:30 Uhr beginnen. Rund ein Drittel der Bomber fand jedoch sein Ziel nicht, so dass der Masterbomber den Zielanflug abbrechen ließ. Um 20.47 Uhr war der letzte Bomber nach Westen abgeflogen. Die zweite Angriffswelle befand sich jedoch bereits im Anflug. Um 22.19 begannen Mosquito Flugzeuge mit dem Abwurf von einer halben Million Stanniolstreifen, um die Funkmessgeräte der Saarbrücker Flak zu irritieren. Des Weiteren warfen diese Flugzeuge mehrere 500-Pfund-Bomben mit Langzeitzündern sowie 3 jeweils 36 Zentner Minenbomben wahllos über dem Stadtgebiet ab. Kurz darauf begannen 13 als Sichtmarkierer eingesetzte Lancaster das Zielgebiet mit roten sogenannten „Christbäumen“ zu markieren. Nach Abschluss ihrer Markierungstätigkeit warfen die Bomber noch 78 Sprengbomben (1.000-Pfund) und 13 Pfund-Minenbomben (4.000) über der Stadt ab. Den Markierungen folgten 3 Wellen von insgesamt 325 Lancaster. Diese warfen 2.500 Sprengbomben und mehr als 350.000 Stabbrandbomben ab. Am 5. Oktober 1944 wurden 18.204 Wohnungen zerstört und 45.000 Einwohner obdachlos. Etwa 3850 Wohnhäuser waren total zerstört. 361 Menschen kamen bei diesem Angriff ums Leben.[3][4]
- Am 13. Januar 1945 – dem Jahrestag der Saarabstimmung vom 13. Januar 1935 – um 15.22 Uhr startete der erste britische Tagsangriff mit 158 Lancaster auf Saarbrücken. Das Ziel waren Bahnanlagen und umliegende Gebiete. Hierbei wurden 133 Minenbomben (4.000-Pfund), 1.455 Sprengbomben (500-Pfund) und 164 Sprengbomben (250-Pfund) abgeworfen.
- Am Abend des 13. Januar 1945 um 19.00 Uhr erfolgte ein weiterer britischer Angriff. Am Angriff beteiligt waren 244 Handley Page Halifax und 20 Lancaster. Innerhalb von 31 Minuten fielen rund 4.000 Sprengbomben. 21 Menschen kamen hierbei ums Leben.
- Am 14. Januar 1945 folgte der letzte Luftangriff auf Saarbrücken. Ziel war wiederum der Verschiebebahnhof und der naheliegende Stadtteil St. Johann. Der Angriff begann um 15.00 Uhr. Am Angriff beteiligt waren 107 Halifax, 19 Lancaster und acht Mosquito Innerhalb von zehn Minuten wurden 1.203 Sprengbomben (500 Pfund) und 648 Sprengbomben (250-Pfund) abgeworfen[5][6]

## Bilanz der Luftangriffe
Insgesamt kamen im Luftkrieg in Saarbrücken bei 32 Angriffen 1.234 Personen ums Leben. Von 10.175 Wohnhäusern waren nur 2.175 (21,4 Prozent) unbeschädigt geblieben.
1.960 Häuser waren leicht beschädigt,
1.650 mittelschwer beschädigt,
1.340 schwer beschädigt,
1.560 bedingt total beschädigt,
1.490 total beschädigt.